# Medycyna manualna
Medycyna manualna – pseudomedyczna pseudonauka o leczeniu i diagnozowaniu czynnościowych zaburzeń narządu ruchu za pomocą rąk terapeuty.
Praktyczna medycyna manualna dzieli się na:
- diagnostykę manualną,
- terapię manualną,
- postępowanie profilaktyczne.